# У недоглед
У недоглед је други студијски албум београдског музичког састава Дарквуд Даб, издат 1996. године у издавачкој кући Б92. Албум постоји и у реиздању који је објављен 2002. године.
Средина деведесетих је онај тренутак када Дарквуд Даб престају да буду андерграунд атракција. Када је изашао албум У недоглед многи су могли у њему да нађу суптилне назнаке бунта против тренутног стања у земљи. Овај албум је бољи сведок једног времена од свих снимака руковања у Дејтону, бацања јаја не телевизију или бомбардовања Пала. Он говори о стању свести генерације која више никада неће бити тако млада, толико сиромашна, онолико бесна и која, што је можда најважније, никада више неће имати заједничког непријатеља. Слушајући овај албум може се помислити да је једна од ретких врлина репресије то што инспирише на стварање врхунске уметности.

## Списак песама
1. У недоглед
2. Трећи Вавилон
3. Судар
4. Антена
5. Колотечина
6. Караван осећања
7. Хеј! Гринго!
8. Ја те потпуно разумем
9. Бабалу
10. Имамо ситуацију
11. Чигра
12. Моа
13. У новој епизоди
14. Филаделфија